# Nil Yalter
Nil Yalter, née en 1938 au Caire (Égypte), est une artiste féministe de nationalité turque et française, autrice d'une œuvre polymorphe qui échappe à toute caractérisation stylistique, mêlant des supports variés : peinture, dessin, gravure, vidéo, photographie, collage, performance, installation.

## Biographie
Nil Yalter naît en 1938, de parents turcs, au Caire, où elle vit quelques années jusqu'à ses 4 ans. La famille rentre ensuite en Turquie, Nil Yalter étudie au Robert College d'Istanbul. Elle part ensuite sur les routes, notamment en Inde où elle montre ses travaux lors d'une première exposition monographique à l'Institut français de Bombay, en 1957. Elle s'installe définitivement en France en 1965.
Son œuvre opère un tournant documentaire dans les années 1970 et commence à développer des projets multimédias traitant des sujets féministes, d'immigration et des rapports de classe. Elle mêle des considérations sociales, anthropologiques et ethnographiques issues des traditions turques, en les associant aux enjeux idéologiques et politiques de l'après-1968. Elle est l'une des premières à utiliser la vidéo, qu'elle associe à des performances, des dessins, des photographies et des textes.
En 1973, elle réalise l’œuvre emblématique Topak-Ev, une tente en feutre grandeur nature, empruntée aux traditions des Bektiks. Sur l'extérieur, Nil Yalter inscrit des informations sur les conditions de vie des populations nomades en Turquie. Il s'agit de susciter une réflexion sur les espaces féminins publics et privés. Cette installation est montrée pour la première fois au Musée d'Art moderne de la ville de Paris, par Suzanne Pagé. En 1974-1975, avec Judy Blum et Nicole Croiset, elle réalise La Roquette, prison de femmes, une installation vidéo qui relève les conditions de détention des femmes. Durant ces années, elle est membre de plusieurs collectifs de femmes à Paris, tels que Femmes en Lutte et Femmes/Art, réunis autour de sujets socialement engagés et de la lutte des femmes pour une visibilité dans les arts. À partir des années 1990, Nil Yalter développe une pratique picturale abstraite en référence aux constructivistes russes et en lien avec le son et les technologies numériques (Sound Paintings, 2008).
Le travail de Nil Yalter est fondé sur des bases conceptuelles sans renoncer aux formes ni à la matière. Son art relève de l'expérience et tisse des liens entre corps et esprit, les formes et les idées, la réalité et l'imaginaire, l'artisanat et les technologies contemporaines. La matière concrète (pièces documentaires collectées, ou produites par l'artiste), issue de l'expérience, rend compte d'une réalité sociale, politique et économique. L'engagement de Nil Yalter dépasse le particularisme et les situations particulières pour rendre compte de problématiques globales.
Elle participe à plusieurs grandes expositions féministes comme WACK! Art and the Feminist Revolution en 2007, organisée par Connie Butler au Museum of Contemporary Art de Los Angeles, qui lui donne une visibilité internationale.
Elle est représentée par la galerie Hubert Winter à Vienne et par la Galerie Espavisor à Valence, en Espagne. Elle expose régulièrement dans le monde entier. Ses œuvres se trouvent dans les collections de la Tate Modern, de l’Istanbul Modern, du musée national d’Art moderne – Centre Georges-Pompidou, des musées de la ville de Paris (Paris musées), du Museum Ludwig de Cologne et du Centre national des arts plastiques.

## Œuvres

### 1970-1979
- Topak Ev., installation, 1973
- The Headless Woman or the Belly Dance, vidéo, 1974
- Judy Blum, Nil Yalter, Paris Ville Lumière, installation de photographies et dessins sur tissu, 1974
- Judy Blum, Nicole Croiset, Nil Yalter, La Roquette, Prison de femmes, installation vidéo, photographies, dessins, 1974
- Temporary Dwellings 1, collages avec polaroïds, objets, dessins, 1974
- Temporary Dwellings 2, collages avec polaroïds, objets, dessins, 1974
- Neuenkirschen, installation vidéo, photographies et dessins, 1975
- Orient-Express, films, textes et dessins, 1976. Cet ensemble est le récit d'un voyage fait par Nil Yalter à travers l'Europe centrale et orientale, réflexion sur les phénomènes migratoires.

## Liste des expositions
- Topak Ev, Musée d’Art moderne de la Ville de Paris, du 7 novembre au 7 décembre 1973.

- Nil Yalter 1973/2015, La Verrière (Bruxelles) du 2 octobre au 5 décembre 2015. Organisée par la fondation d'entreprise Hermès[7],[8].
- Les Vigies, au 46 Nord 6 Est (Metz) du 5 février au 5 juin 2016[8],[9],[10].
- Nil Yalter. Off the Record, Arter (Istanbul), du 14 octobre 2016 au 15 janvier 2017[11].
- Nil Yalter, Exile Is a Hard Job, Museum Ludwig (Cologne) du 9 mars au 2 juin 2019[12].
- Nil Yalter, Exile Is a Hard Job, Hessel Museum of Art (Annandale on Hudson aux États-Unis), du 22 juin au 13 octobre 2019[13].
- Trans / Humance, Musée d'Art contemporain du Val-de-Marne (MAC VAL) (France), du 5 octobre 2019 au 9 février 2020[14]

## Distinctions
- 2018 : Prix d'honneur AWARE[15], ex-aequo à l’unanimité du jury avec Vera Molnár[16].
- 2024 : Lion d'Or de la Biennale de Venise, avec Anna Maria Maiolino[17].